# BioShock (serie)

Logo del primo capitolo della serie

BioShock è una trilogia di videogiochi sparatutto in prima persona pubblicati da 2K Games e sviluppati da Irrational Games e 2K Marin tra il 2007 e il 2013.
La trilogia è composta da BioShock, BioShock 2 e BioShock Infinite; i primi due capitoli si svolgono rispettivamente nel 1960 e nel 1968 all'interno della città sottomarina di Rapture, mentre il terzo è ambientato nel 1912 sulla città sospesa nel cielo di Columbia.
La trilogia si distingue per i temi filosofici, politici e morali che vengono affrontati, tra i quali l'oggettivismo di Ayn Rand e l'eccezionalismo americano. I videogiochi hanno ricevuto il plauso della critica per la trama basata sulla moralità e le ambientazioni considerate uniche e coinvolgenti; molti recensori la ritengono una delle migliori serie di sempre, nonché la conferma che il mezzo videoludico possa essere considerato un'espressione artistica a tutti gli effetti.
Nel febbraio 2022 Take Two Interactive ha aggiornato i dati di vendita della serie che ha raggiunto le 39 milioni di copie vendute.

## Sviluppo

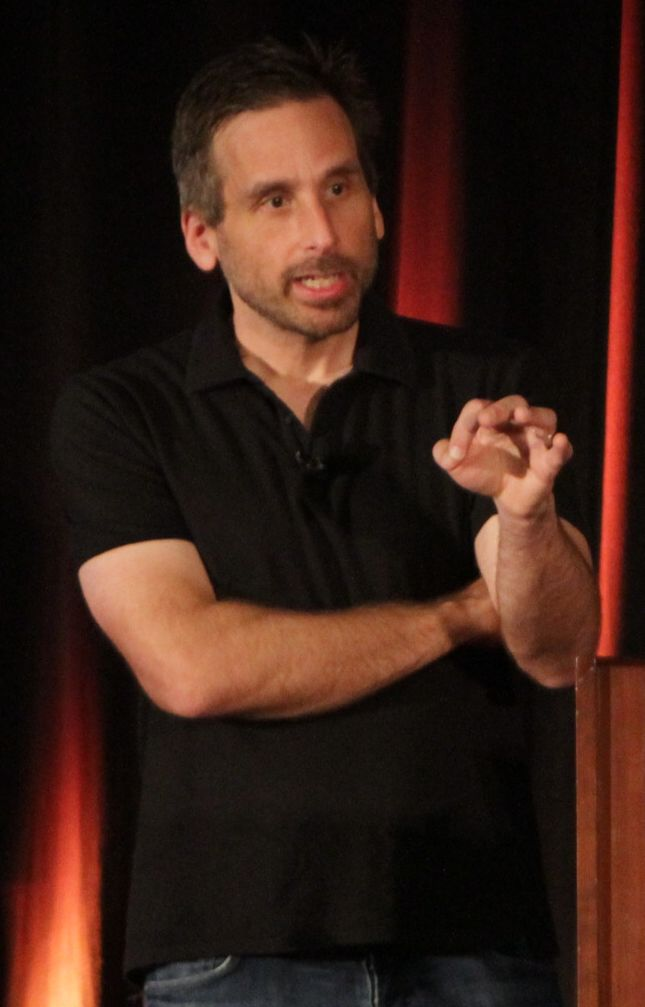
Ken Levine nel 2014

Riferendosi alle fonti d'ispirazione che portarono alla nascita dell'universo di BioShock, il creatore Ken Levine dichiarò:
 Levine dichiarò anche di essersi ispirato alla "ricerca sulle cellule staminali e le questioni morali che ruotano intorno ad essa" e a fonti letterarie come 1984 e La fuga di Logan, in cui vengono descritte "società che hanno idee interessanti rovinate dal fatto che siamo persone".
Secondo gli sviluppatori, BioShock sarebbe un successore spirituale dei giochi System Shock e venne prodotto da ex sviluppatori di quella serie. Levine affermò che la sua squadra aveva pensato di fare un altro gioco nella stessa vena da quando produssero System Shock 2. In un video proiettato per la stampa all'E3 2006, Levine dichiarò che fra la serie Bioshock e quella di System Shock vi fossero molti elementi in comune. Esistono diversi elementi di gioco comparabili: i plasmidi in BioShock forniti dalla "EVE hypos" presentano le stesse caratteristiche delle "abilità psioniche" fornite dalla "PSI hypos" su System Shock 2, il giocatore deve avere a che fare con telecamere di sicurezza, torrette di mitragliatrici e droni robot ostili e ha la capacità di hackerarli in entrambi i giochi, un fattore determinante di entrambi i videogiochi è la conservazione delle munizioni e, infine, le registrazioni su nastro presenti sul primo BioShock svolgono lo stesso ruolo narrativo dei registri di posta elettronica nei giochi System Shock. I "fantasmi" (visioni spettrali che riproducono tragici eventi nei luoghi in cui si sono verificati) di System Shock 2 esistono anche in BioShock, così come le armi modificabili con più tipi di munizioni. Inoltre, Atlas guida il giocatore via radio, proprio come fa Janice Polito in System Shock 2 e, in entrambi i casi, a metà partita, i due personaggi sono responsabili di un "colpo di scena" simile. Entrambi i giochi presentano un gameplay emergente che offre al giocatore più di un metodo per completare le varie attività in essi presenti.
Mentre rivelava il terzo gioco della serie, ovvero BioShock Infinite, Levine dichiarò che il nome "BioShock" non fosse un riferimento a nessuna ambientazione o locazione specifica, ma piuttosto un mezzo per incapsulare elementi di gioco comuni che si riflettono sui loro giochi precedenti come System Shock 2 e la serie BioShock.
(Ken Levine , Irrational Games)

## Modalità di gioco
I giochi della serie BioShock sono sparatutto in prima persona. La serie è considerata il successore spirituale di System Shock 2, a cui molti sviluppatori avevano precedentemente lavorato tramite la Irrational Games. Sebbene le meccaniche differiscano in tutti e tre i giochi di BioShock, essi presentano tutti degli elementi in comune fra cui la possibilità data al giocatore di usare armi fisiche (come pistole e armi da mischia) e poteri sovrumani (sia abilità attive che passive) che si possono ottenere alterando i geni del protagonista. Queste armi e poteri possono essere usati in vari modi per sconfiggere i nemici; per esempio, fulminare i nemici li rende inclini a essere eliminati con un seguente attacco di mischia. Gli ambienti di gioco concedono al giocatore diverse tattiche strategiche per combattere e farsi strada fra i nemici. Il giocatore può aggirare gli avversari oppure "hackerare" oggetti di gioco, come le torrette di sicurezza, per far sì che combattano al suo fianco. Il giocatore può anche personalizzare le proprie armi e potenziare la sua struttura genetica nel modo che preferisce. Oltre a raccogliere nuove armi e modificare la sua struttura genetica, il giocatore ottiene munizioni magiche ("EVE" nei primi due giochi, "Salt" in Infinite), oggetti da restauro, oggetti di scarto usati per fabbricare nuovi materiali, e soldi di gioco per acquistare vari miglioramenti nei distributori automatici sparsi qua e là nelle varie ambientazioni.

## Videogiochi

### BioShock
BioShock uscì il 21 agosto 2007 per Microsoft Windows e Xbox 360. Il 17 ottobre 2008 uscì una versione più completa per PlayStation 3, con un nuova modalità di gioco e di difficoltà ("Sopravvissuto"), texture più pulite e dettagliate, e aggiunte di oggetti. Il gioco venne accolto con plauso dalla critica, e una delle recensioni ad esso dedicate elogia la sua trama "basata sulla moralità", un ambiente immersivo e un retroscena distopico ispirato ad Ayn Rand. Secondo Strauss Zelnick, presidente di Take-Two, il gioco vendette circa 3 milioni di copie nel giugno 2009.
Le vicende di BioShock si svolgono nel 1960 nella fittizia città sottomarina di Rapture. Progettata alla fine degli anni 1940 dall'ingegnere e magnate Andrew Ryan, è stata concepita per essere un ambiente sociale in cui predomina il concetto di laissez-faire e al cui interno le persone possono lavorare, vivere e prosperare lontani dalle mani sempre più oppressive dei governi e delle autorità mondiali. La dottoressa Brigid Tenenbaum, il dottor Yi Suchong e altri scienziati scoprono una sostanza chiamata "ADAM" che può essere raccolta da lumache di mare che, dopo essere state trasformate in plasmidi, conferiscono a colui che le utilizza speciali poteri psicocinetici. Frank Fontaine, un ex criminale e uomo d'affari che ha avviato un'attività di mercato nero a Rapture, trova il modo di raccogliere ADAM impiantando le lumache nei corpi di bambine che prendono così il nome di "Sorelline" per trarne profitto. Ryan tenta invano di uccidere Fontaine e quest'ultimo riesce a farsi credere morto. Il fondatore di Rapture fa quindi sequestrare gli impianti di produzione dell'ADAM e, per proteggere le Sorelline, crea i Big Daddy, esseri umani mutati e potenziati che indossano pesanti scafandri. In vista della vigilia di capodanno del 1959, un gruppo di operai guidati da Atlas avvia una rivolta contro Ryan e quest'ultimo tenta di proteggersi mutando diversi suoi seguaci in Ricombinanti, esseri umani contaminati dall'ADAM. Le rivolte che seguono portano alla decadenza dell'utopia di Rapture.
Nel 1960, un uomo di nome Jack riesce a sopravvivere a un incidente aereo in mezzo all'oceano e ad entrare a Rapture. Quando questi giunge nella città sottomarina, ormai completamente distrutta, Atlas contatta Jack per chiedergli di aiutarlo a combattere contro Ryan e i suoi alleati. Quando Jack arriva negli uffici di Ryan, quest'ultimo rivela a Jack che è suo figlio illegittimo e che, dal momento del suo arrivo a Rapture, è stato fino a quel momento controllato mentalmente da Atlas, che ha sempre proferito la frase "per cortesia" per costringere il protagonista a obbedirgli. Dopo aver ucciso Ryan, Jack viene abbandonato da Atlas che si scopre essere in realtà Fontaine. Dopo aver soccorso Jack e averlo liberato in buona parte dal controllo di Fontaine, Tenenbaum chiede a Jack di uccidere il criminale, ormai divenuto il nuovo padrone di Rapture e di portare le Sorelline in superficie. Durante la battaglia finale, Fontaine si inietta numerosi plasmidi, ma viene ucciso dal protagonista e dalle Sorelline che vengono portate in salvo fuori dalla città.

### BioShock 2

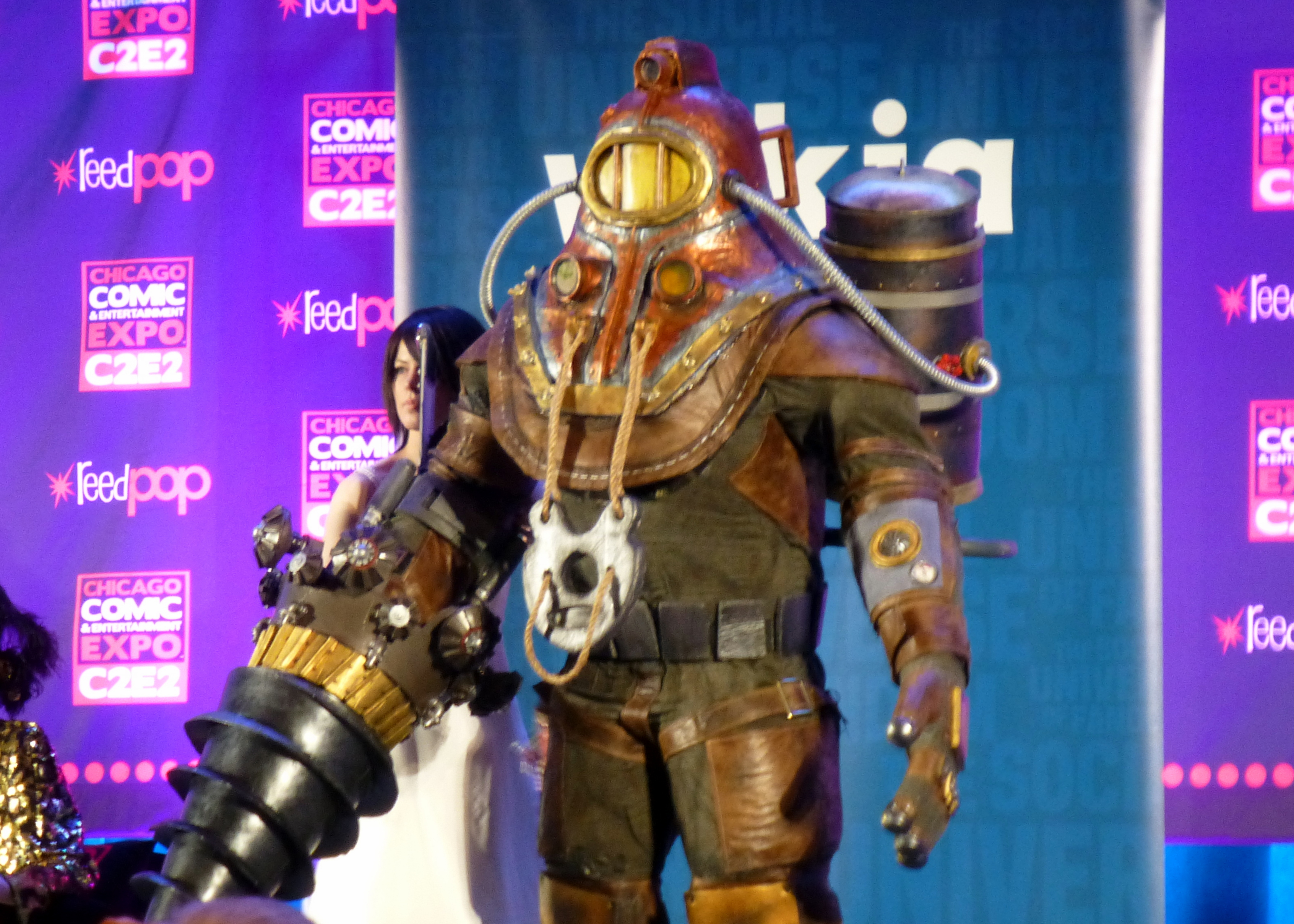
Cosplay del Soggetto Delta

BioShock 2 venne pubblicato in tutto il mondo il 9 febbraio 2010 e sviluppato da un team di progettazione quasi completamente rinnovato. Fra i principali sviluppatori del nuovo capitolo vi furono la 2k Marin a cui diedero supporto 2K Australia, Arkane Studios, Digital Extremes e 2K Boston (precedentemente Irrational Games), il cui proprietario Ken Levine fornì l'input al gioco. La colonna sonora fu composta da Garry Schyman, che aveva anche lavorato alle musiche di BioShock.
BioShock 2 si svolge all'interno di Rapture otto anni dopo gli eventi di BioShock. In seguito alla morte di Ryan e Fontaine, la psicologa Sofia Lamb ha assunto il controllo della città sottomarina basandosi su un modello politico di stampo utilitaristico e collettivistico. Prima degli eventi di BioShock, Lamb aveva reciso il legame tra il Big Daddy Delta (il protagonista di BioShock 2) e sua figlia Eleanor, la Sorellina che gli era stata affidata, per poi tentare di ucciderlo. Delta si risveglia anni dopo grazie alla Tenenbaum e alle Sorelline e questa chiede al Big Daddy di ristabilire il suo legame con Eleanor per salvarla da uno stadio di coma imminente. Dopo una serie di vicende, Delta sconfigge la Lamb, i suoi aguzzini, e si sacrifica per salvare la figlia di Lamb. Infine, Eleanor, Tenenbaum e le sorelline riescono a fuggire da Rapture.
Minerva's Den è un contenuto scaricabile di BioShock 2 uscito il 31 agosto 2010 in cui il giocatore impersona il ruolo del Soggetto Sigma, un altro Big Daddy della serie Alpha.

### BioShock Infinite
Precedentemente conosciuto come "Project Icarus", BioShock Infinite venne annunciato per la prima volta il 12 agosto 2010 e pubblicato il 26 marzo 2013 per Microsoft Windows, PlayStation 3 e Xbox 360 (la Irrational Games aveva precedentemente annunciato che l'uscita del gioco sarebbe avvenuta il 26 febbraio 2013, ma essa fu posticipata al mese seguente). Sebbene presenti vari elementi in comune con i giochi precedenti, BioShock Infinite non è un sequel diretto o un prequel di Bioshock e/o BioShock 2.
BioShock Infinite si svolge nel 1912 a Columbia, una città sospesa nel cielo grazie a tecnologie di "levitazione quantistica" che sfruttano enormi dirigibili e palloni aerostatici. Essa fu costruita nel 1893 dal governo americano durante la Fiera Colombiana di Chicago e pubblicizzata dallo stesso in pompa magna. Tuttavia, durante la ribellione dei Boxer (1899-1911), la città bombardò Pechino uccidendo molti civili cinesi e l'evento venne fatto passare per un "incidente internazionale". Columbia fu rinnegata dal governo americano e di essa si perse ogni traccia. Così come accadde con Rapture, gli intellettuali di Columbia furono in grado di sviluppare nuove tecnologie, inclusi dei "vigori" che garantiscono al loro utilizzatore nuovi poteri psicocinetici. Nello stesso periodo, su Columbia appaiono delle misteriose fratture spaziotemporali chiamate "Lacrime" in cui si vedono immagini in movimento anacronistiche.
Il protagonista è Booker DeWit, un uomo caduto in disgrazia della Pinkerton National Detective Agency, organizzazione dimessa a causa delle sue azioni al massacro di Wounded Knee, che viene inviato a Columbia dai gemelli Robert e Rosalind Lutece per recuperare Elizabeth, una giovane donna rapita dal leader di Columbia, Zachary Comstock, e protetta dal robot-uccello Songbird. Booker salva Elizabeth, che si scopre essere in grado di aprire e chiudere le lacrime a suo piacimento. La loro fuga è ostacolata dai combattimenti tra i Fondatori, ovvero i fedeli a Comstock, e i Vox Populi, residenti di Columbia che hanno subito persecuzioni. Si viene quindi a scoprire che Elizabeth è la figlia di Booker proveniente da uno di numerosi universi paralleli e che Comstock non è altri che un'altra versione dello stesso Booker che aveva deciso di espiare le sue colpe durante gli eventi di Wounded Knee abbracciando la fede battista e fondando Columbia. Sfruttando le tecnologie dei gemelli Lutece, Comstock aveva rapito Elizabeth da Booker mentre era una bambina ma, durante le vicende, il dito di Elizabeth venne reciso dalla chiusura di una lacrima; ciò le conferì il potere di aprire e chiudere i portali. Booker alla fine sconfigge Songbird e Comstock con l'aiuto di Elizabeth e dei fratelli. Infine, la ragazza dichiara a Booker che questi eventi si ripeteranno altre volte in altri universi paralleli, e che l'unico modo per terminare il ciclo è uccidere tutte le versioni di Booker prima che egli possa diventare Comstock. Booker decide quindi di lasciarsi uccidere da Elizabeth.
Il pacchetto scaricabile BioShock Infinite: Burial at Sea venne pubblicato diviso in due parti il 12 novembre 2013 e il 25 marzo 2014. In questa espansione, Elizabeth scopre che un alter ego di Booker lavora come investigatore privato nella città di Rapture. Elizabeth decide di aiutarlo a trovare una ragazza scomparsa di nome Sally, ma i due rimangono coinvolti negli scontri fra Atlas ed Andrew Ryan. I due protagonisti scoprono che gli scienziati di Rapture hanno lavorato con quelli della città di Columbia e condiviso alcune delle loro tecnologie. Dopo aver scoperto che Sally è diventata una Sorellina, Elizabeth uccide Booker e si sacrifica per assicurarsi che lei e le altre bambine possano essere salvate da Jack.

### Progetti futuri
Durante il mese di febbraio 2014, mentre promuoveva il secondo capitolo di Burial at Sea , il direttore della serie Ken Levine dichiarò che BioShock Infinite sarebbe stato l'ultimo gioco della Irrational Games per la serie BioShock. Levine licenziò la maggior parte dello staff di Irrational Games a febbraio 2017 e rinominò la divisione Ghost Story Games per focalizzarsi su videogiochi meno ambiziosi. I diritti del franchise rimasero della 2K Games. In un'intervista del 2016, Levine disse che la sua scelta di ridimensionare la sua squadra e abbandonare la saga di BioShock fu dovuta alla pressione e allo stress lavorativi a cui l'ha sottoposto Infinite, la cui creazione avrebbe inciso negativamente sulla sua salute e sulle sue relazioni personali.
A seguito della decisione di Levine, i membri della 2K Games dichiararono che la serie continuerà e, stando a quanto riportarono su Game Informer, che "non vedono l'ora di ricominciare a creare nuovi titoli".
 Nel maggio 2014, 2K Games dichiarò che i lavori sulla serie BioShock stavano continuando sotto la supervisione della 2K Marin. Nonostante ciò, nell'ottobre 2013, la 2K Marin avrebbe dovuto chiudere ogni rapporto con la 2K Games.
Nel mese di dicembre 2019, la 2K annunciò formalmente che un nuovo titolo BioShock era in fase di sviluppo, ma che mancava ancora qualche anno dalla sua uscita. Il gioco venne sviluppato da un nuovo studio interno, il Cloud Chamber, gestito da Kelley Gilmore, che aveva precedentemente lavorato per la Firaxis Games. Lo staff principale comprende il direttore artistico principale Scott Sinclair, che aveva lavorato al primo BioShock, Jonathan Pelling, che, in qualità di direttore del design, aveva già dato importanti contributi alla creazione di BioShock e Infinite, e Hoagy de la Plante, che ha assunto il ruolo di direttore creativo dopo aver svolto diversi ruoli nella creazione dei giochi della saga di BioShock.
Venne anche dichiarato che i lavori su questo titolo erano iniziati già nel 2015 presso lo studio di terze parti Certain Affinity, con sede ad Austin. Tuttavia, entro il 2016, la 2K decise di non affidare più il progetto ad essa e di assegnarlo a uno studio a cui non aveva dato un nome. La 2K decise anche di riavviare il processo di sviluppo. Nel 2018, venne riportato su Kotaku che diversi dipendenti di Hangar 13, un altro studio di sviluppo della 2K Games, erano entrati in un nuovo studio nell'area di San Francisco e stavano lavorando a un progetto noto con il titolo provvisorio Parkside che, secondo dei dipendenti dello studio Hangar 13, sarebbe un nuovo titolo della saga BioShock.

## Temi

### BioShock

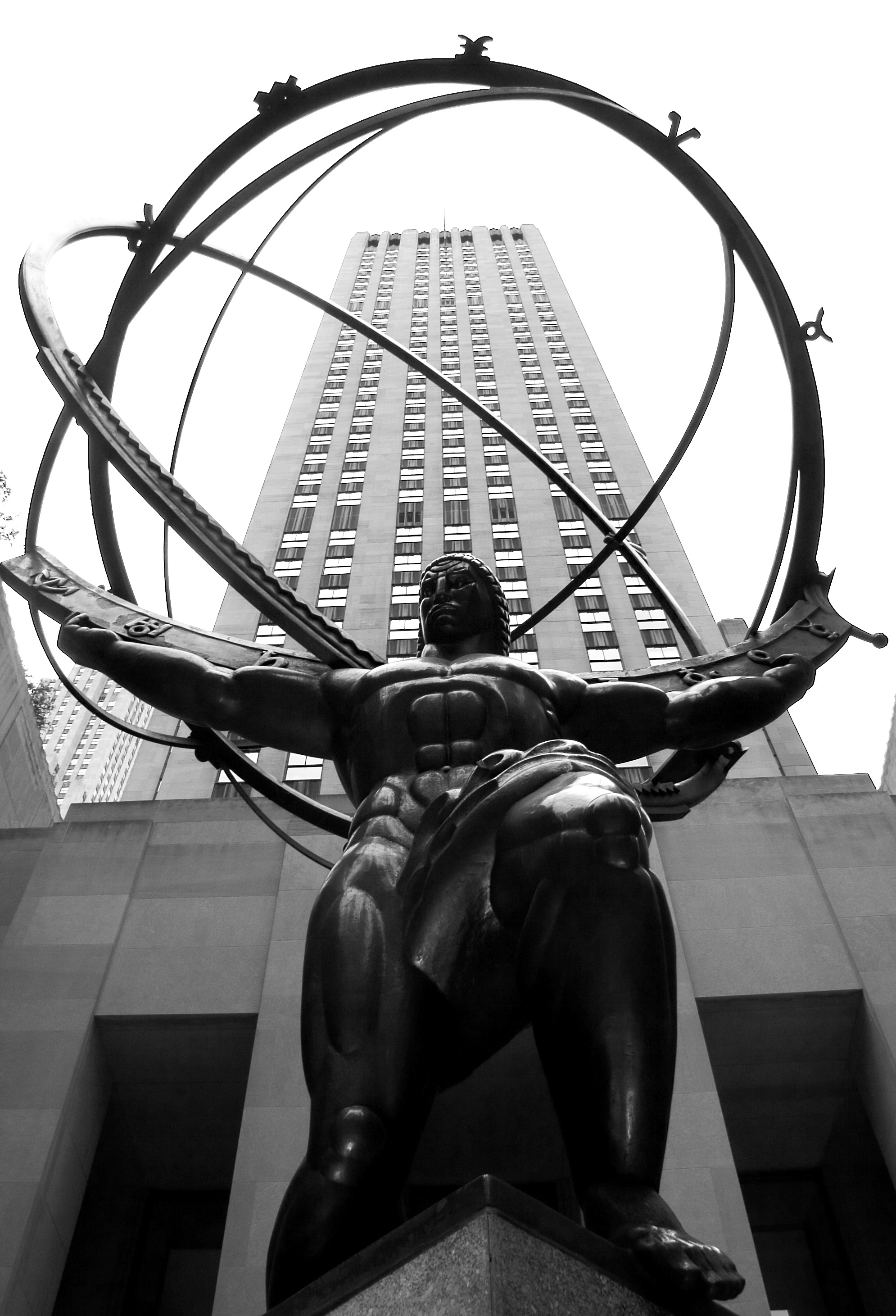
Il GE Building e la statua di Atlante di New York ispirarono l'estetica di BioShock

Il nucleo tematico del primo capitolo della saga di BioShock venne concepito quando Levine, camminando vicino al Rockefeller Center di New York, rimase impressionato dallo stile déco della GE Building e dalla vicina statua di Atlante, e pensò che tale stile artistico non fosse mai stato adottato in uno sparatutto in prima persona. La storia di Rapture e quella di Andrew Ryan è ispirata a quella del Rockefeller Center; Levine scoprì che tale area era in fase di costruzione prima che scoppiasse la grande depressione degli anni 1920; quando i principali finanziatori si dimisero dal progetto, John Davison Rockefeller cercò comunque di completarlo come farebbe "un grande uomo che costruisce un trionfo architettonico contro tutte le probabilità". Levine dichiarò anche che molti abitanti di Rapture sono degli oppressi divenuti oppressori, un fatto che è avvenuto in molte circostanze della storia umana.
Il team di sviluppo volle far sì che il giocatore si potesse prendere cura dei droni da combattimento e immedesimarsi nei sentimenti dei vari personaggi. L'idea delle Sorelline fu frutto di un brainstorming ed era inizialmente considerata controversa e scioccante dagli stessi sviluppatori in quanto le bambine possono morire e ciò avrebbe reso il gioco più orrorifico e stilisticamente simile a Night Trap. Durante la lavorazione del gioco, Levine iniziò a incorporarvi le idee di pensatori distopici e utopici del ventesimo secolo da lui ammirati tra cui Ayn Rand, Aldous Huxley e George Orwell. Il concetto di oggettivismo formulato da Rand nel libro La rivolta di Atlante, secondo cui l'uomo dovrebbe essere guidato dall'egoismo e non dall'altruismo, ispirò il carattere di Andrew Ryan, la società di Rapture e la possibilità data al giocatore di risparmiare o uccidere le Sorelline per assorbirne l'ADAM (caratteristica che costituisce una parte fondamentale del gioco). Inoltre, la 2K Games e Levine decisero di scartare la possibilità di permettere al videogiocatore di attaccare le Sorelline, cosa che avrebbe scatenato un combattimento con i Big Daddy che le proteggono, in quanto non accettavano l'idea di creare un videogioco "in cui si viene puniti per aver fatto la cosa giusta", e decisero pertanto di rendere invulnerabili le bambine fino a quando il loro protettore sarebbe stato sconfitto; questa meccanica fu definita da LeBreton "estremamente goffa". Levine desiderava inizialmente creare un solo finale che avrebbe reso il destino dei personaggi "molto più ambiguo", ma la pressione degli editori costrinse lui e il suo studio a creare un gioco con più finali che dipendono dalle scelte fatte dal giocatore.
Levine fu anche ispirato al tema della "ricerca sulle cellule staminali e alle questioni morali che ruotano intorno ad essa". Riguardo alle influenze artistiche, Levine citò i libri 1984 e La fuga di Logan, in cui sono presenti società che hanno "idee davvero interessanti rovinate però dal fatto che siamo persone". Il controllo mentale di Fontaine su Jack venne proposta da LeBreton, che si ispirò al film Va' e uccidi; questa caratteristica costringe il giocatore a non esplorare determinati ambienti al posto del sistema a "porte bloccate" oltre le quali non si può andare. Il team decise anche che il protagonista sarebbe stato manipolato grazie a una frase: per far sì che essa non rivelasse troppo facilmente agli occhi del giocatore la vera identità di Atlas, Levine propose Would you kindly ("per cortesia" nell'adattamento in italiano del gioco).

### BioShock 2

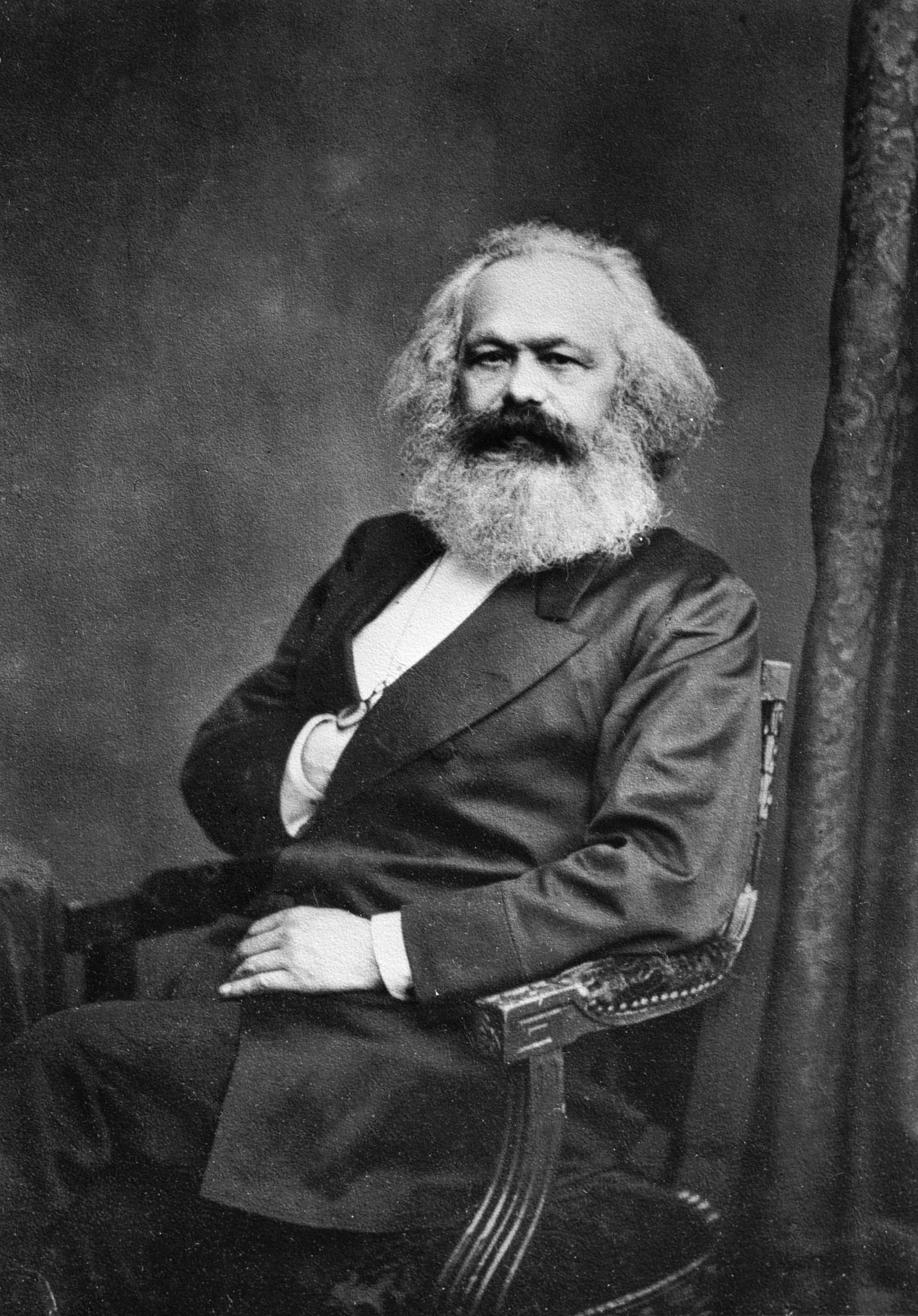
Il filosofo Karl Marx ispirò il personaggio di Sofia Lamb, antagonista principale di BioShock 2

A differenza del primo BioShock, che si focalizza maggiormente su tematiche come l'oggettivismo e il libertarismo, BioShock 2 si concentra sull'utilitarismo e il collettivismo. La filosofia altruistica di Lamb è basata su figure celebri come Karl Marx, John Stuart Mill e Richard Dawkins. BioShock 2 affronta anche molti altri temi come il culto della personalità, il senso di abbandono, la tecnocrazia, la guerra di classe, l'equalitarismo, il relativismo morale, il razionalismo, l'empirismo, il darwinismo sociale, il determinismo genetico e i benefici della famiglia e della religione.
Il professor Ryan Lizardi associò il tema del conflitto fra individualismo e collettivismo su cui ruota BioShock 2 a quello del maccartismo e del movimento hippie che, nel 1968, anno in cui si svolge la vicenda del gioco, erano al centro di grande attenzione. Secondo Lizardi, "questo sequel approfondisce le trame e i personaggi del primo gioco, ci sono contrasti diretti tra l'oggettivismo estremo di Andrew Ryan e la religione/politica collettivista di Lamb. BioShock 2 costringe i giocatori a prendere decisioni in merito a ogni pensiero estremista all'interno di una complessa dimensione alternativa."

### BioShock Infinite

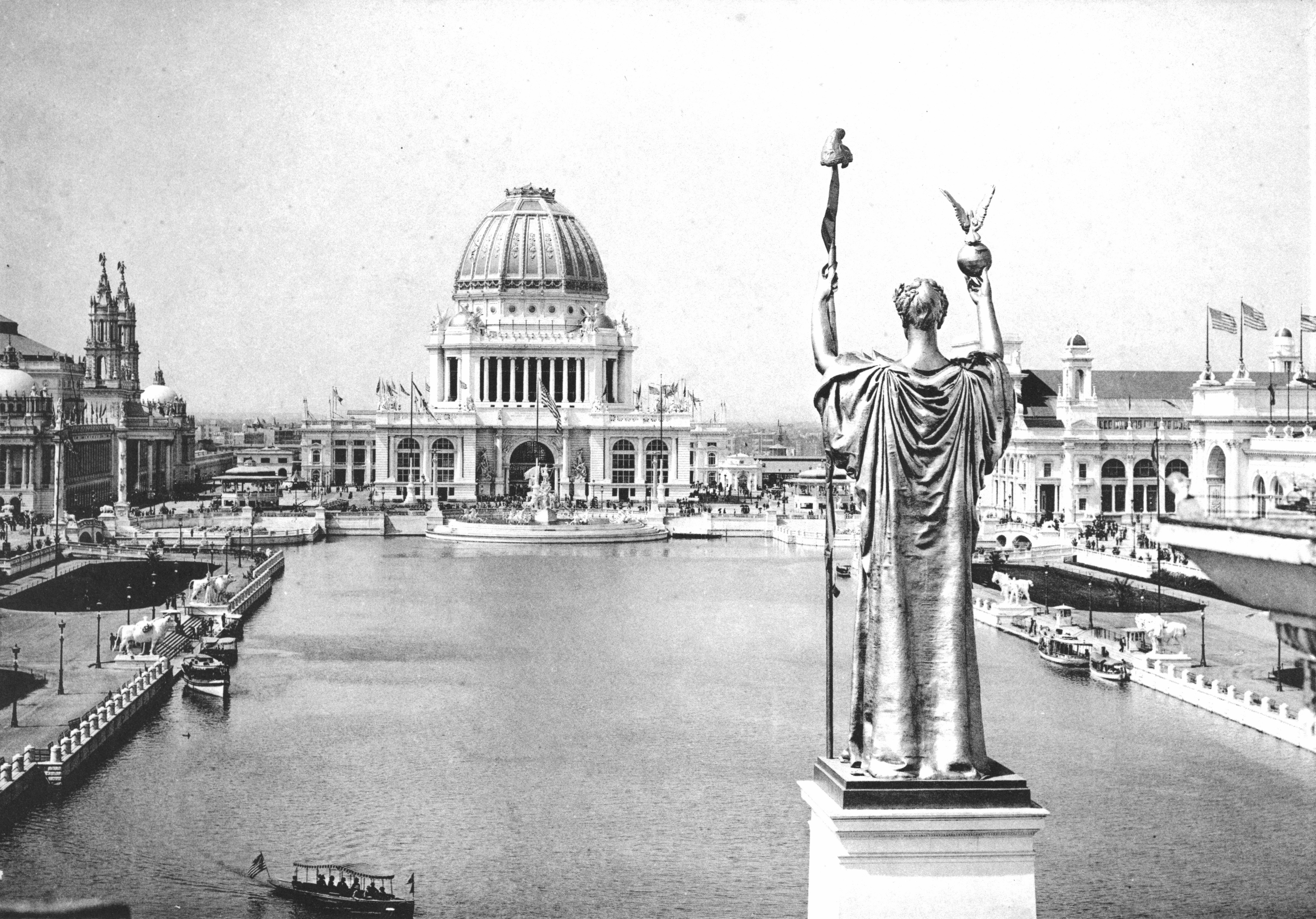
La Fiera Colombiana di Chicago celebrava l'eccezionalismo americano, tema cardine di BioShock Infinite

Il leader creativo Ken Levine volle rendere BioShock Infinite un gioco intenzionalmente ad ampio respiro da cui è possibile trarre liberamente le proprie interpretazioni. Proprio per questa ragione, Levine disse che i giocatori di Infinite avrebbero dovuto decidere in autonomia "cosa è giusto e cosa è sbagliato" e non diede nessuna spiegazione del finale. Levine associò l'interpretazione della meccanica quantistica del videogame ad alcuni dei suoi film preferiti, ovvero 2001: Odissea nello spazio, Fight Club, The Master, Crocevia della morte e Il petroliere. Rob Crossley di CVG affermò che, in Bioshock Infinite, "Levine si servì dell'interpretazione a molti mondi per creare qualcosa di unicamente narrativo e che è tanto celebrato nei film: l' interpretabilità".
Sebbene il gioco sia stato acclamato dai recensori per il modo in cui affronta il tema del razzismo e in molti sostengano che Columbia simboleggi una società estremamente razzista, Levine insistette sul fatto che Columbia fosse in realtà un "riflesso di come erano i rapporti razziali negli Stati Uniti nel 1912". Il direttore creativo dichiarò che diverse figure americane storiche, fra cui i padri fondatori, Abraham Lincoln e Theodore Roosevelt, erano "persone del loro tempo", ovvero grandi uomini che, tuttavia, avevano credenze razziste a causa del contesto culturale in cui erano cresciuti. Di conseguenza, Levine ritenne giustificato far sì che il gioco fosse ambientato in una città ove vigono la supremazia e il nazionalismo bianco così come l'eccezionalismo americano. Oltre al discorso sul razzismo, il gioco affronta problemi politici e sociali, e temi come l'estremismo, il fondamentalismo religioso, il nazionalismo etnico, il fanatismo, il cultismo e il populismo autoritario.
I due fratelli Lutece paventano le basi sul discorso sulle costanti e variabili matematiche che caratterizza Infinite. In una scena all'inizio del gioco, i due personaggi chiedono a Booker di lanciare una moneta. Quando Booker dichiara che è uscito "testa", i due asseriscono che lo stesso risultato è già uscito altre 121 volte. Ciò lascia intuire che gli stessi Lutece abbiano reclutato Booker in altre 121 realtà alternative. Dal momento che il lancio della moneta sia una "costante" presente in ogni universo, il risultato del lancio è destinato a essere sempre lo stesso.

## Romanzi

### Rapture
Il 19 luglio 2011 uscì il romanzo BioShock: Rapture, scritto da John Shirley e in cui viene descritta la fondazione e la storia di Rapture prima degli eventi di BioShock.

### Mind in Revolt
BioShock Infinite: Mind in Revolt è un romanzo scritto da Joe Fielder e Ken Levine che offre spaccati sulla città di Columbia e sul personaggio di Daisy Fitzroy, la leader dei Vox Populi. Mind in Revolt fu originariamente pubblicato tramite eBook il 13 febbraio 2013.

## Altri media

### Industrial Revolution
In seguito all'uscita di Cogs, un puzzle game in stile steampunk sviluppato dalla Lazy 8 Studios che aveva vinto agli Independent Games Festival, la Irrational Games decise di collaborare con lo studio di San Francisco per creare un gioco simile a cui avrebbero avuto accesso coloro che hanno preordinato BioShock Infinite. Si decise pertanto di optare per un gioco basato sugli ingranaggi in quanto erano stati l'elemento preferito dagli appassionati di Cogs. Industrial Revolution segue delle meccaniche semplificate rispetto a quelle di Cogs e in esso il giocatore impersona un meccanico di Columbia che deve far combaciare fra loro degli ingranaggi all'interno di uno spazio di gioco. Superando determinati livelli si sarebbe potuto sbloccare diversi contenuti su BioShock: Infinite una volta che questo sarebbe stato pubblicato.

### Extended Play
La 2K Games pubblicò i brani orchestrali della colonna sonora del primo gioco nella sua homepage ufficiale il 24 agosto 2007. La partitura, composta da Garry Schyman, contiene 12 dei 22 brani che si possono sentire nel gioco. La versione in edizione limitata del gioco contiene The BioShock EP, un extended play contenente tre remix della colonna sonora realizzati da Moby e Oscar the Punk. La musica di BioShock venne pubblicata su un LP in vinile assieme all'edizione speciale di BioShock 2.

### BioShock Infinite: The Siege of Columbia
Nel 2013 è stato pubblicato BioShock Infinite: The Siege of Columbia, un gioco da tavolo strategico ambientato durante gli eventi di BioShock Infinite. Realizzato dalla casa editrice Plaid Hat Games, il gioco (per 2 o 4 giocatori) permette di impersonare le fazioni dei Fondatori e della Vox Populi in una lotta per il controllo della città di Columbia.

## Raccolte

### Ultimate Rapture Edition

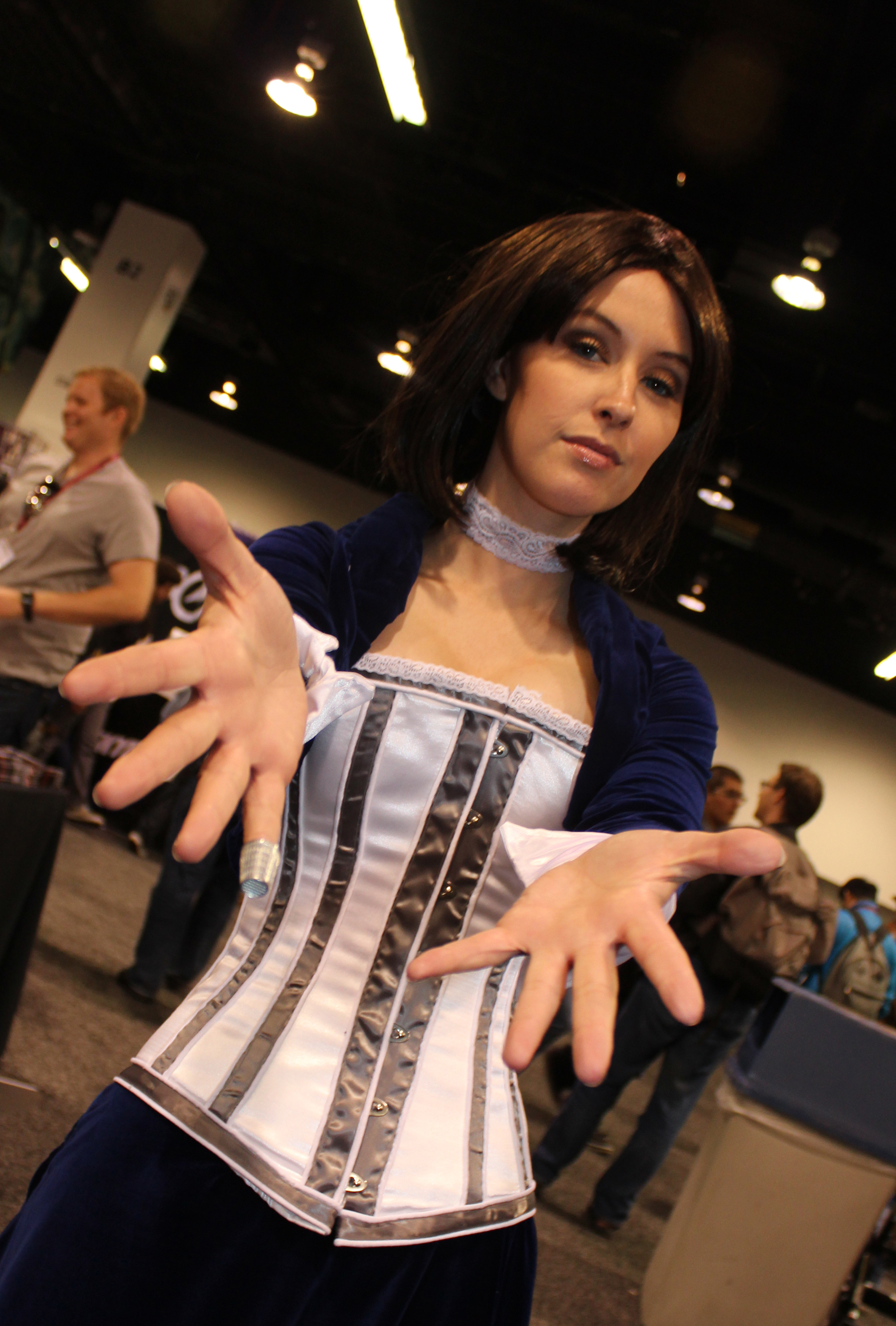
Meg Turney mentre indossa un cosplay di Elizabeth

BioShock: Ultimate Rapture Edition è un pacchetto contenente i primi due giochi della serie con tutti i DLC e un set di adesivi basati su BioShock Infinite. L'edizione venne pubblicata in Nord America il 14 gennaio 2013 per Xbox 360 e PlayStation 3.

### The Complete Edition
BioShock Infinite: The Complete Edition uscì il 4 novembre 2014 e raccoglie BioShock Infinite e Burial in Sea. Include anche la modalità arena di Clash In the Clouds, oltre a tutti i bonus pre-ordine e armi esclusive.

### The Collection
BioShock: The Collection è una raccolta contenente i tre i giochi rimasterizzati della serie più tutti i DLC fra cui Minerva's Den e Burial at Sea. The Collection include anche un documentario con interventi di Ken Levine e Shawn Robertson e non presenta la modalità multigiocatore di BioShock 2. Il pacchetto uscì per PlayStation 4, Xbox One e Microsoft Windows nel mese di settembre del 2016. La versione originale per PC venne trasferita su console per la raccolta, ma non venne rimasterizzata in quanto, secondo la 2K Games "soddisfa già i requisiti della console e funziona senza problemi adottando delle impostazioni di visualizzazione ad alta risoluzione". I giocatori che possiedono uno dei primi due giochi su Windows potranno accedere gratuitamente alle versioni rimasterizzate. Il 29 maggio 2020 uscirono The Collection e i singoli giochi della saga su Nintendo Switch.

## Progetti annullati

### Adattamento cinematografico
Secondo voci di corridoio emerse dopo l'uscita di BioShock, sarebbe stato realizzato un adattamento cinematografico in cui si sarebbero ricreati gli ambienti di Rapture utilizzando la tecnica del green screen così come era stato già fatto per 300. Il 9 maggio 2008, la Take-Two annunciò di essersi accordata con la Universal Studios per produrre una pellicola ispirata al videogioco diretta da Gore Verbinski e sceneggiata da John Logan. Il film sarebbe dovuto uscire nel 2010 ma ciò non fu fatto a causa di problemi di budget. Il 24 agosto 2009 si scoprì che Verbinski aveva abbandonato il progetto a causa della decisione dello studio di girare all'estero per mantenere il budget sotto controllo. Secondo quanto riferito, Verbinski ritiene inoltre che ciò lo avrebbe ostacolato mentre stava lavorando al film Rango. Nonostante ciò, il regista Juan Carlos Fresnadillo decise di dirigere la pellicola al posto di Verbinski e a quest'ultimo fu assegnato il ruolo di produttore.
Nel gennaio 2010 il progetto era in fase di pre-produzione e fra coloro che vi lavoravano vi erano Fresnadillo e Braden Lynch, che aveva preso parte al doppiaggio di BioShock 2. Nel mese di luglio, Verbinski dichiarò che stavano risolvendo dei problemi di bilancio di fronte al quale si trovava il film e che la pellicola sarebbe stata sconsigliata a un pubblico di giovani sotto i 17 anni, che avrebbero dovuto vederla a fianco di un adulto. Durante un'intervista del 30 agosto del 2010, Levine affermò che lui e altri "stavano lavorando attivamente" al film. Verbinski disse di non essere riuscito a trovare degli studi disposti a sostenerlo in quanto nessuno di essi avrebbe voluto destinare il film a un pubblico di soli adulti, cosa che invece avrebbe voluto il regista de Pirati dei Caraibi. Dopo una serie di vicissitudini, nel mese di marzo del 2013, Levine annunciò la cancellazione del film.
Nel 2022 si rende noto che il regista Francis Lawrence e lo sceneggiatore Michael Green (sceneggiatore) sono stati scelti dalla nota società Netflix nella creazione di un lungometraggio che racconta le gesta di Jack, il regista ha svelato che stanno rimanendo fedeli alla trama del gioco, ma che ci avrebbero anche messo del loro.
L'uscita del film è prevista per il 2025 a causa del completamento del film Hunger Games - La ballata dell'usignolo e del serpente e del sequel di Constantine da parte del regista.
Si attendono sviluppi.

### BioShock Vita
All'Electronic Entertainment Expo 2011, Levine annunciò che sarebbe uscita una versione per PlayStation Vita di BioShock intitolata provvisoriamente BioShock Vita, di cui erano emerse poche informazioni. In un'altra circostanza venne riportato che BioShock Vita non sarebbe stato simile a nessuno dei capitoli della trilogia e che sarebbe stato qualcosa di "unico" del franchise. Per fare chiarezza sulle dinamiche del videogame, Levine asserì che le dinamiche sono simili a quelle di Final Fantasy Tactics. Nonostante ciò, il gioco fu presto abbandonato in quanto Levine stava già dedicando molte delle sue energie a Infinite.